# Американско военно правителство в Куба
Американското военно правителство в Куба (на испански: Gobierno militar estadounidense en Cuba) е временно военно правителство в Куба, което е създадено след Испано-американската война и Кубинската война за независимост през 1898 г., когато Кралство Испания отстъпва Куба на Съединените американски щати.
Този период е наричан още Първата окупация на Куба, за да се разграничи от втората окупация от 1906 до 1909 г.

## Хронология
1898
- 15 февруари: USS „Maine“ експлодира в пристанището на Хавана.
- 20 април: Президентът Маккинли подписва обща резолюция на Конгреса за обявяване на война срещу Испания. Тя включва поправката на Телър, която твърди, че намеренията на САЩ при обявяване на война на Испания изключват упражняването на "суверенитет, юрисдикция или контрол" над Куба "с изключение на умиротворяването ѝ".
- 10 декември: Испания и Съединените щати подписват Парижкия договор.

1899
- 1 януари: Военно правителство, установено от Съединените щати.
- 11 април: Испано-американската война официално приключва.

1901
- 21 февруари: Приема се конституцията на Република Куба.
- 31 декември: Томас Естрада Палма е избран за първи президент на Република Куба.

1902
- 20 май: Конституцията от 1901 г. влиза в сила.[3]

## Поправката Плат
Поправката на Плат определя условията, при които Съединените щати да прекратят окупацията на Куба. Поправката, поставена в законопроекта за бюджетните кредити за армията, има за цел да върне контрола над Куба на кубинския народ. Той има осем условия, към които кубинското правителство трябва да се придържа, преди да бъде прехвърлен пълен суверенитет. Основните условия на поправката забраняват на Куба да подписва какъвто и да е договор, позволяващ на чужди сили да използват острова за военни цели. Съединените щати също запазват правото да се намесват в кубинската независимост, за да поддържат определено ниво на защита, въпреки че степента на тази намеса не е определена.
Мотивите на Съединените щати зад изменението се основават на значителните търговски интереси на острова. Преди това Испания не е в състояние да защити интересите на САЩ и да поддържа реда и закона. В края на военната окупация поправката служи като основен метод за осигуряване на постоянно присъствие. Поради приетата по-рано поправка на Телър, Съединените щати са принудени да предоставят на Куба независимост след края на испанското управление. Тъй като поправката на Плат е успешно включена в конституцията в Куба, влиянието се запазва без прякото участие на САЩ в страната.